# 10-й истребительный авиационный корпус ПВО
10-й истребительный авиационный Ростовский корпус ПВО (10-й иак ПВО) — соединение авиации ПВО СССР, принимавшее участие в боевых действиях Великой Отечественной войны, выполнявшее задачи противовоздушной обороны.

## Наименования корпуса
- 10-й истребительный авиационный корпус ПВО;
- 10-й истребительный авиационный Ростовский корпус ПВО.

## История и боевой путь корпуса
Корпус сформирован приказом НКО СССР 9 июля 1943 года на основе управления 105-й истребительной авиационной дивизии ПВО в составе 7 истребительных авиационных полков ПВО.
Корпус вошёл в состав Западного фронта ПВО с оперативным подчинением Ростовскому корпусному району ПВО. В августе 1943 года корпус принимал активное участие в Донбасской операции, осуществлял непосредственное прикрытие войск от авиации противника. Особо отличился корпус при прикрытии боевых порядков войск генерал-полковника Ф. И. Толбухина на направлении главного удара Южного фронта во время прорыва сильно укреплённых позиций противника на реке Миус. Только в этой операции частями авиационного корпуса было сбито 54 самолёта противника. С продвижением наших войск на запад, перебазируясь вслед за наступающими войсками, корпус прикрывал промышленные объекты в Донбассе, города Днепропетровск, Запорожье, Мелитополь.
С августа 1944 года корпус входил в состав Южного фронта ПВО и выполнял задачи противовоздушной обороны на освобожденной территории Украины городов и железнодорожных станций Винница, Жмеринка, Проскуров, Тарнополь, Злочев, Шепетовка, Львов, Броды, Самбор и других. Осуществлял прикрытие нефтедобывающего района Стрый, Дрогобыч, Борислав.
С января 1945 года корпус в составе Юго-Западного фронта ПВО выполнял задачи противовоздушной обороны объектов и коммуникаций в полосе 1-го и 4-го Украинских фронтов и на территории Львовского военного округа.
В составе действующей армии корпус находился с 9 июля 1943 года 31 декабря 1944 года.
10-й истребительный авиационный Ростовский корпус ПВО 24 января 1946 года в связи с переходом на штаты мирного времени переформирован в 121-ю истребительную авиационную Ростовскую дивизию ПВО.

## Командиры корпуса
| Звание                           | Имя                          | Период                  | Примечание |
| -------------------------------- | ---------------------------- | ----------------------- | ---------- |
| Полковник, генерал-майор авиации | Рыбкин Леонид Григорьевич    | 09.07.1943 — 01.08.1944 |            |
| Полковник                        | Скворчевский Иосиф Андреевич | 02.08.1944 — 09.05.1945 |            |

## В составе объединений
| Объединение                                                    | Период                        |
| -------------------------------------------------------------- | ----------------------------- |
| Западный фронт ПВО Ростовский корпусной район                  | 07.07.1943 — 01.01.1944       |
| Западный фронт ПВО Донбасский корпусной район                  | 01.01.1944 — 20.04.1944       |
| Южный фронт ПВО 11-й корпус ПВО                                | 20.04.1944 — 01.08.1944       |
| Южный фронт ПВО 8-й корпус ПВО                                 | 01.08.1944 — 01.09.1944       |
| Южный фронт ПВО 88-я дивизия ПВО                               | 01.09.1944 — 01.10.1944       |
| Южный фронт ПВО 8-й корпус ПВО                                 | 01.10.1944 — 24.12.1944       |
| Юго-Западный фронт ПВО 8-й корпус ПВО                          | 24.12.1944 — 25.10.1945 г.    |
| Юго-Западный округ ПВО 8-й корпус ПВО                          | 25.10.1945 г. — 24.01.1946 г. |
| Юго-Западный округ ПВО 21-я воздушная истребительная армия ПВО | 24.01.1946 г. — 05.02.1946 г. |

## Соединения, части и отдельные подразделения корпуса
За весь период своего существования боевой состав претерпевал изменения, в различное время в состав корпуса входили полки:
| Период                        | Части                                      | Примечание                                                                                                  |
| ----------------------------- | ------------------------------------------ | --- |
| 09.07.1943 г. — 24.01.1946 г. | 182-й истребительный авиационный полк ПВО  | вошёл в 121-ю иад ПВО                                                                                       |
| 09.07.1943 г. — 26.12.1943 г. | 234-й истребительный авиационный полк ПВО  | убыл в 148-ю иад ПВО                                                                                        |
| 09.07.1943 г. — 24.01.1946 г. | 266-й истребительный авиационный полк ПВО  | вошёл в 121-ю иад ПВО                                                                                       |
| 09.07.1943 г. — 31.01.1946 г. | 628-й истребительный авиационный полк ПВО  | расформирован                                                                                               |
| 28.07.1944 г. — 24.01.1946 г. | 631-й истребительный авиационный полк ПВО  | передан в 310-ю иад ПВО 26.04.1945 г. в оперативное подчинение. С 24.01.1946 г. убыл в состав 121-й иад ПВО |
| 10.07.1943 г. — 22.07.1944 г. | 738-й истребительный авиационный полк ПВО  | убыл в 126-ю иад ПВО                                                                                        |
| 04.07.1943 г. — 25.07.1944 г. | 833-й истребительный авиационный полк ПВО  | убыл в 126-ю иад ПВО                                                                                        |
| 05.06.1944 г. — 05.02.1945 г. | 908-й истребительный авиационный полк ПВО  | убыл в 310-ю иад ПВО                                                                                        |
| 10.07.1943 г. — 24.01.1946 г. | 961-й истребительный авиационный полк ПВО  | вошёл в 121-ю иад ПВО                                                                                       |
| 12.10.1943 г. — 04.06.1944 г. | 1008-й истребительный авиационный полк ПВО | убыл в 127-ю иад ПВО                                                                                        |
| 03.08.1945 г. — 01.01.1946 г. | 651-й истребительный авиационный полк ПВО  | расформирован                                                                                               |
| 23.09.1945 г. — 23.01.1946 г. | 495-й истребительный авиационный полк ПВО  | расформирован                                                                                               |

## Участие в операциях и битвах
- Прикрытие войск и объектов в границах Ростовского корпусного района ПВО[2] — с июля 1943 года
- Прикрытие войск и объектов в границах Донбасского корпусного района ПВО[2] — с января 1944 года
- Прикрытие войск и объектов в границах Одесского корпусного района ПВО[2] — с января 1944 года
- Прикрытие войск и объектов в полосе 1-го Украинского фронта[2] — с января 1945 года
- Прикрытие войск и объектов в полосе 4-го Украинского фронта[2] — с января 1945 года
- Прикрытие войск и объектов Львовского военного округа[2] — с января 1945 года

Корпус принимал участие в операциях и битвах:
- Донбасская операция — с 13 августа 1943 года по 22 сентября 1943 года

## Почётные наименования
10-му истребительному авиационному корпусу ПВО 5 июня 1943 года присвоено почётное наименование «Ростовский».